# 994
| Calendário gregoriano                                                        | 994 CMXCIV                                           |
| Ab urbe condita                                                              | 1747                                                 |
| Calendário arménio                                                           | 443 – 444                                            |
| Calendário bahá'í                                                            | -850 – -849                                          |
| Calendário budista                                                           | 1538                                                 |
| Calendário chinês                                                            | 3690 – 3691 Início a 15 de janeiro (aproximadamente) |
| Calendário copta                                                             | 710 – 711                                            |
| Calendário etíope                                                            | 986 – 987                                            |
| Calendários hindus - Vikram Samvat - Calendário nacional indiano - Cáli Iuga | 1049 – 1050 915 – 916 4094 – 4095                    |
| Calendário Holoceno                                                          | 10994                                                |
| Calendário islâmico                                                          | 384 – 385                                            |
| Calendário judaico                                                           | 4754 – 4755                                          |
| Calendário persa                                                             | 372 – 373                                            |
| Calendário rúnico                                                            | 1244                                                 |
| Calendário solar tailandês                                                   | 1537                                                 |

994 (CMXCIV, na numeração romana) foi um ano comum do século X do Calendário Juliano, da Era de Cristo, teve início numa segunda-feira e terminou também numa segunda-feira e a sua letra dominical foi G (52 semanas).
No território que viria a ser o reino de Portugal estava em vigor a Era de César que já contava 1032 anos.
| Ano completo                         |
| ------------------------------------ |
| Ano comum com início à segunda-feira |

## Eventos
- A cidade de Oujda, atualmente no nordeste de Marrocos, é fundada por Ziri ibne Atia, líder da tribo berbere dos magrauas.

## Mortes
- Dezembro - Sancho II de Navarra (n 935) pertenceu à Dinastia Jiménez, foi o 6º rei de Pamplona.